# Andreas Tsouloftas
Andreas Tsouloftas, né le 2 avril 1956, est un ancien pilote de rallyes chypriote.

## Biographie
Ce pilote a débuté en compétitions automobiles en 1986, sur Fiat Ritmo Abarth 130 TC, jusqu'en 1987, passant ensuite sur Lancia Delta Integrale de 1988 à 1994, et sur Mitsubishi (Galant, puis Evo de III à IX) de  1995 à 2007.
Il a remporté quatre épreuves du Championnat du Moyen-Orient FIA des Rallyes (MORC, dont il fut le 3e au classement général en 2003 et 2004), notamment le Rallye de Syrie en 2003. Il a terminé 2e du rallye de Jordanie en 2003 et 2004, ainsi qu'au rallye Troodos de Nicosie en 2003 et 2006. 
Il n'a cependant jamais été le vainqueur direct du Rallye de Chypre, malgré ses 15 participations de 1987 à 2006  (2e en 1997 et 1999).
En 1997, il remporte le Tour de Chypre, comptant pour le championnat d'Europe des rallyes, devant son compatriote Lenas Cleanthous sur Proton Wira.
Son principal copilote fut Savvas Laos, de 2003 à 2007.